# Loch na Caoidhe
Loch na Caoidhe är en sjö i Storbritannien.   Den ligger i kommunen Highland och riksdelen Skottland, i den norra delen av landet, 700 km nordväst om huvudstaden London. Loch na Caoidhe ligger 313 meter över havet.  Omgivningarna runt Loch na Caoidhe är i huvudsak ett öppet busklandskap.